# ولادیمیر اسمورچکوف
ولادیمیر اسمورچکوف (روسی: Владимир Сморчков؛ زادهٔ ۲۵ ژانویهٔ ۱۹۸۰) وزنه‌بردار اهل روسیه بود.
وی در مسابقات کشوری و بین‌المللی در مجموع برندهٔ ۳ مدال طلا، ۲ مدال نقره، ۳ مدال برنز شده‌است.